# Nonstop Feeling
Nonstop Feeling (englisch Nicht endendes Gefühl) ist das erste Studioalbum der US-amerikanischen Hardcore-Band Turnstile, das am 13. Januar 2015 bei Reaper Records erschien.

## Entstehung
Aufgenommen wurde das Album mit dem Produzenten Brian McTernan in den Salad Days Studios in Baltimore.  McTernan wurde dabei von Will Beasley assistiert. Es traten mehrere Gastmusiker auf. Greg Cerwonka steuerte für das Lied Fazed Out ein Gitarrensolo bei. Bei dem Lied Addicted hört man Justice Tripp als Begleitsänger, während Adam Mercer bei Love Lasso die Orgel spielt. Das Mastering übernahm Paul Leavitt. Für das Lied Drop wurde ein Musikvideo veröffentlicht. Am 23. September 2016 wurde das Album von Roadrunner Records neu veröffentlicht, nachdem die Band einen Vertrag mit dem Plattenlabel unterzeichnet hat.

## Titelliste
1. Gravity – 3:10
2. Drop – 1:36
3. Fazed Out – 2:52
4. Can’t Deny It – 2:44
5. Bleach Temple – 1:54
6. Bad Wave – 2:16
7. Blue by You – 1:18
8. Out of Rage – 3:11
9. Bring It Back – 2:20
10. Addicted – 1:13
11. Love Lasso – 1:48
12. Stress – 3:12

## Rezensionen
Ein namentlich nicht bekannter Rezensent des Onlinemagazins The Alternative schrieb, das Turnstile mit Nonstop Feeling der Hardcore-Szene „die Show gestohlen haben“ und das das sich die Hardcore-Community in den kommenden Jahren „an das Album erinnern wird“. Das Album wurde mit neun von zehn Punkten bewertet. Rezensent Jon vom Onlinemagazin Punk News schrieb, das Nonstop Feeling ein „Zeugnis des Fortschritts“ der Band wäre, die nicht nur „die Limits des Hardcore, sondern auch den ihres eigenen Sounds verschiebt“. Er bewertete das Album mit 3,5 von fünf Punkten. Bradley Zorgdrager vom Onlinemagazin Exclaim schrieb, dass das Album zwar nicht „schrecklich“ wäre, äußerte aber die Hoffnung, dass die Band ihren Sound beim nächsten Mal „schärfen und fokussieren“ würden. Er vergab drei von zehn Punkten.